# Prádanos de Bureba
Prádanos de Bureba település Spanyolországban, Burgos tartományban. Prádanos de Bureba Briviesca, Carrias, Alcocero de Mola, Castil de Peones és Reinoso községekkel határos. Lakosainak száma 56 fő (2024).

## Népesség
A település népessége az utóbbi években az alábbiak szerint változott:
| Lakosok száma | 54   | 59   | 51   | 55   | 57   | 61   | 58   | 55   | 56   | 56   |
|               | 2001 | 2004 | 2006 | 2009 | 2011 | 2014 | 2016 | 2019 | 2021 | 2024 |